# Vorderpfalz

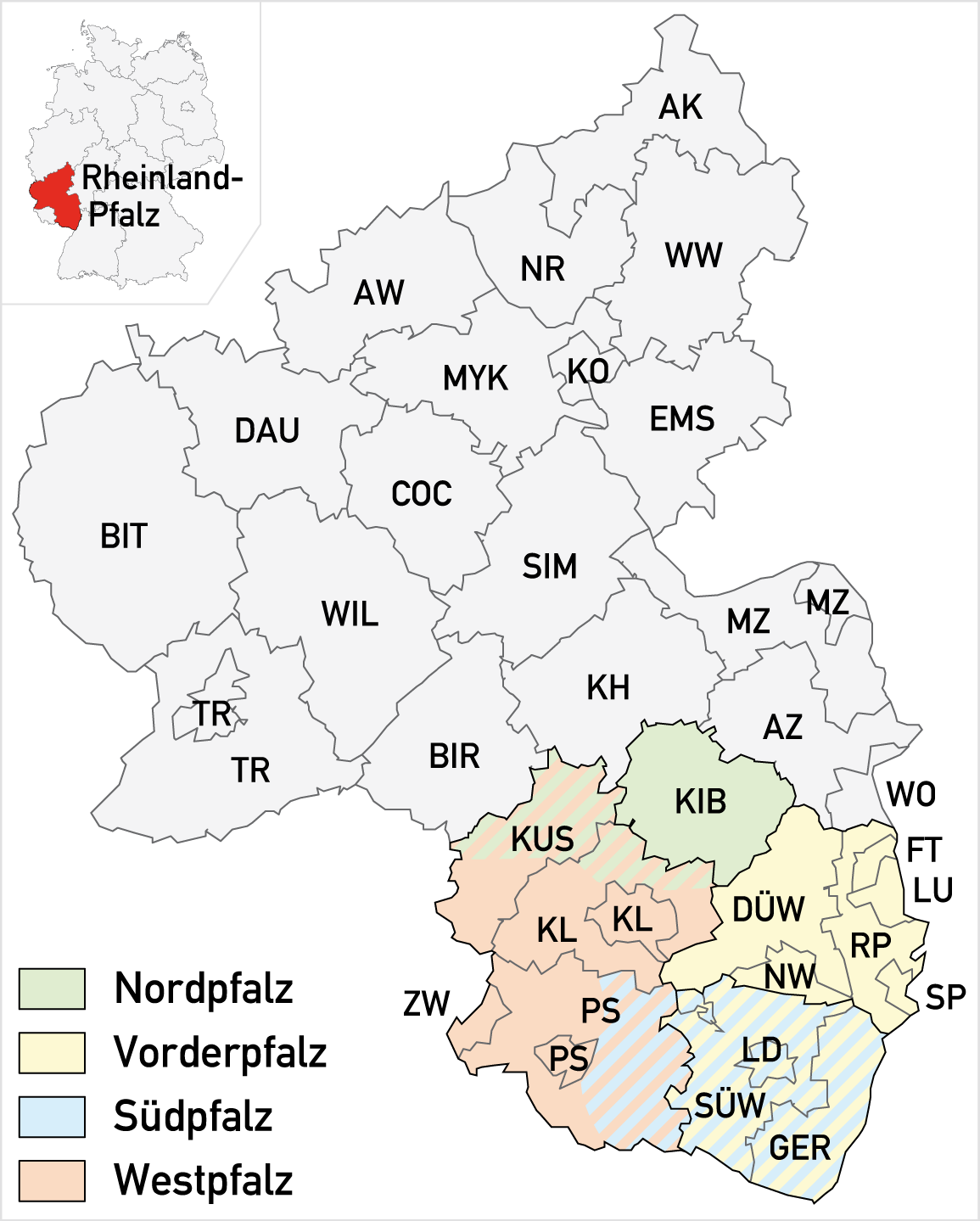
Rheinland-Pfalz mit den kreisfreien Städten und den Landkreisen der
Vorderpfalz

Die Vorderpfalz ist zusammen mit der Südpfalz der pfälzische Anteil an der Oberrheinischen Tiefebene. Daneben sind der Pfälzerwald, das Nordpfälzer Bergland und die Westpfalz die großen Teillandschaften der Pfalz.
Im Sprachgebrauch gibt es die „Vorderpfalz“ als Entsprechung zur „Westpfalz“. „Ostpfalz“ wurde nie verwendet. Als 1816 die Pfalz unter bayerische Herrschaft kam, prägte die neue Verwaltung den Begriff „Hinterpfalz“ für die Westpfalz; doch diese Bezeichnung wird heute nur noch selten – vor allem in der Vorderpfalz – gebraucht.

## Geographie

### Grenzen und Höhenlage
Natürliche Grenzen der Vorderpfalz sind im Westen die Haardt als Ostrand des Pfälzerwalds und im Osten der Rhein. Im Norden grenzt die Vorderpfalz an Rheinhessen, im Süden an die Südpfalz. Die Höhenlage reicht von etwa 150 m ü. NHN an der Deutschen Weinstraße im Westen und 90 m am Rhein im Osten.

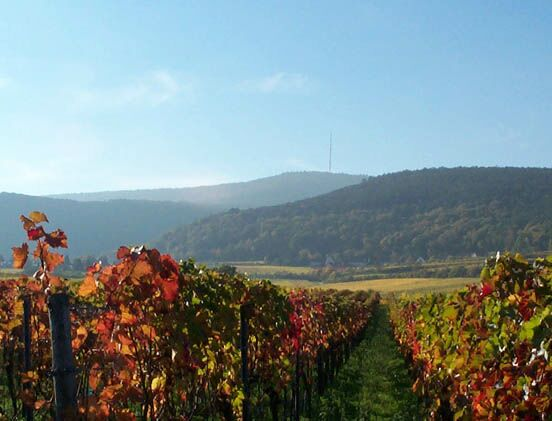
Weinberge vor dem Pfälzerwald bei Neustadt an der Weinstraße
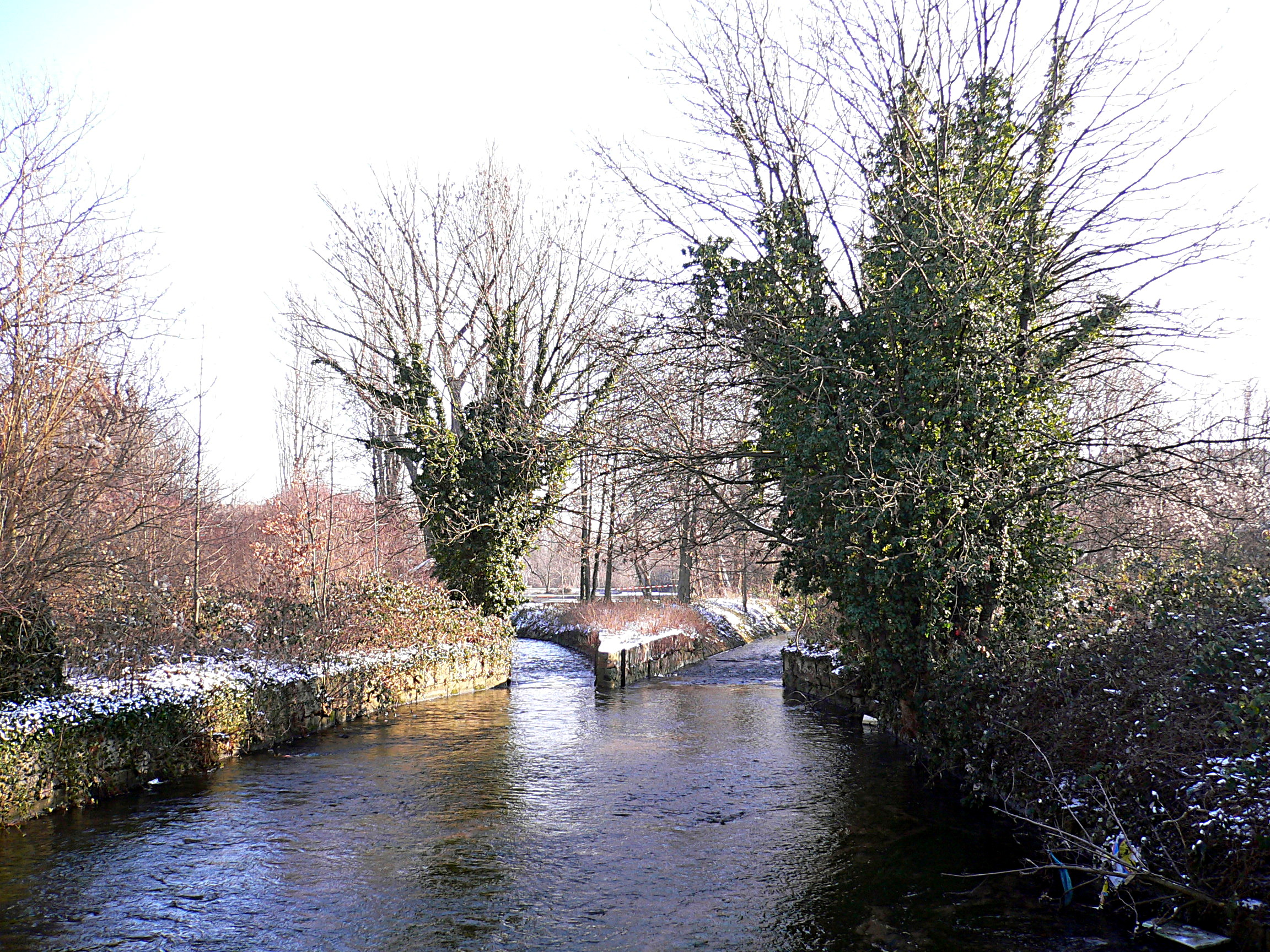
Winzinger Wassergescheid am Nordostrand von Neustadt
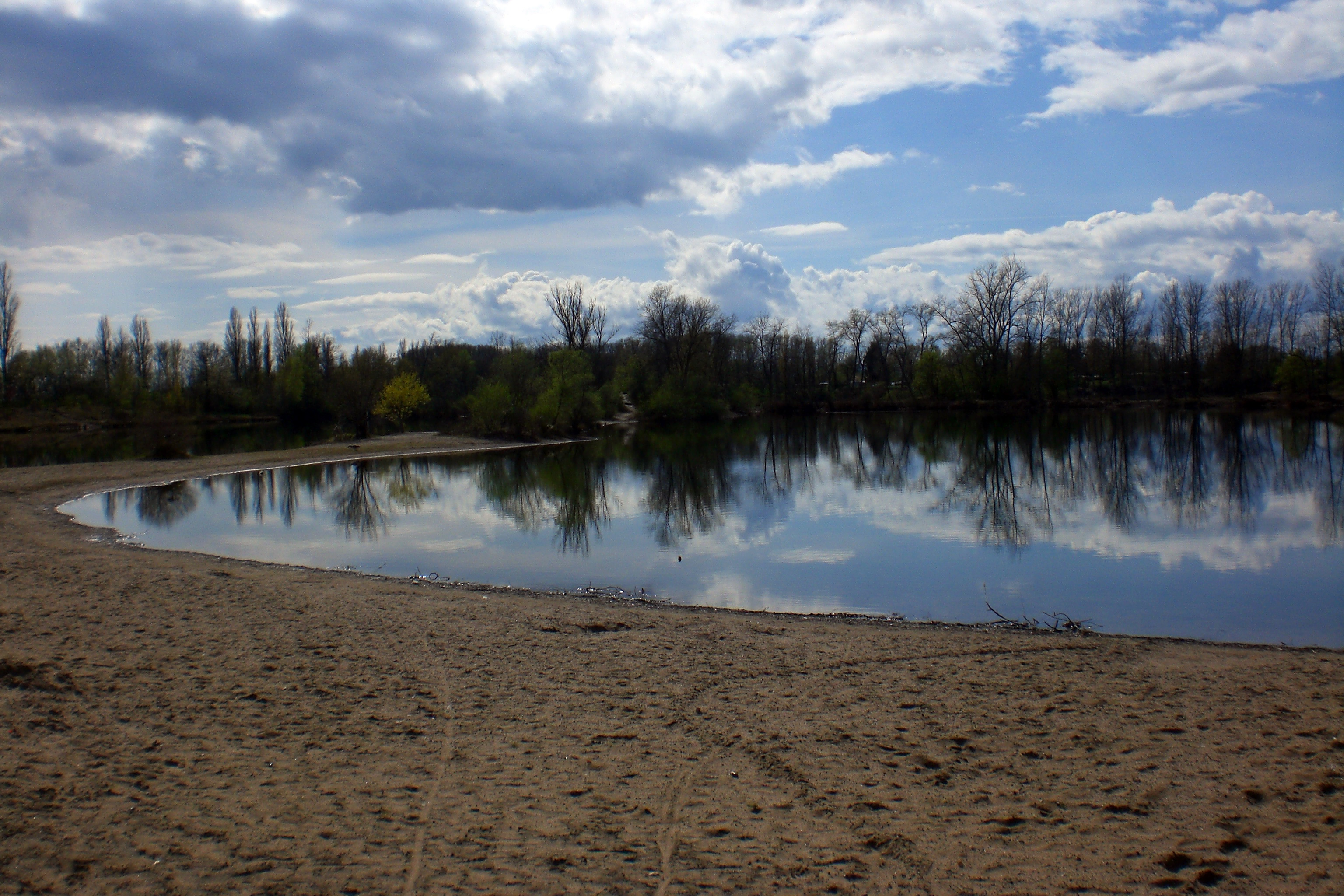
Naherholungsgebiet Blaue Adria bei Ludwigshafen am Rhein

### Struktur
Die Vorderpfalz gliedert sich in das Hügelland an der Deutschen Weinstraße, die eigentliche Rheinebene und die Rheinniederung.
Beiderseits der Deutschen Weinstraße erstrecken sich die Weinberge der nördlichen Hälfte des pfälzischen Weinbaugebiets. Diese war früher in Mittel- und Unterhaardt untergliedert, ehe sie Anfang der 1970er Jahre zum Bereich Mittelhaardt-Deutsche Weinstraße zusammengefasst wurde.
Die eigentliche Ebene wird geprägt von Streuobstwiesen, Obst- und Gemüseanbau und auch von kleinen Waldflächen wie – östlich von Neustadt an der Weinstraße – dem Ordenswald. Nördlich der Verbindung Neustadt–Speyer befindet sich zwischen der Weinstraße und dem Raum Ludwigshafen ein nahezu ebenes Gebiet, in dem der Obst- und Gemüseanbau dominiert. Nördlich der Linie Bad Dürkheim–Ludwigshafen geht die Landschaft allmählich in das Rheinhessische Hügelland über.
Die Rheinniederung ist der Bereich, in dem der Rhein in früheren Zeiten seine wechselnden Flussläufe hatte, ehe er im 19. Jahrhundert reguliert wurde. Der Übergang ist mitunter deutlich als Hochufer von etwa 7 m Höhe zu sehen. In der Rheinniederung fließen die Altwasser des Rheins. Dort wurde und wird oft nach Kies oder Sand gebaggert, wodurch zahlreiche Baggerseen entstanden sind bzw. Altrheinarme ausgeweitet wurden. Teile der Auenlandschaften stehen unter Naturschutz. Altrheinarme bilden mit ihren deutlichen Schleifen Inseln, so bei Römerberg die Insel Flotzgrün, die umgeben ist vom Berghäuser Altrhein, nördlich von Speyer den Angelwald innerhalb des Angelhofer Altrheins sowie die Kollerinsel, umgeben vom Otterstädter Altrhein. Letztere ist nach der Unterbrechung des Altrheins durch einen Straßendamm eigentlich eine Halbinsel; sie gehört, obwohl seit der Rheinbegradigung linksrheinisch, wie vordem zur Gemeinde Brühl und damit zu Baden-Württemberg.

### Wasserläufe
Von West nach Ost wird die Vorderpfalz von Bachläufen durchflossen, die sämtlich linke Nebenflüsse des Rheins sind. Rheinabwärts (von Süd nach Nord) sind es:
- Speyerbach: Neustadt–Speyer
  - ab Winzinger Wassergescheid bis zur Mündung linker Seitenarm Rehbach: Neustadt–Schifferstadt–Ludwigshafen
  - ab Hanhofer Wassergescheid bis kurz vor der Mündung linker Seitenarm Woogbach, der bei Speyer auch Nonnenbach genannt wird
  - durch Speyer Gießhübelbach, der in der Altstadt von Speyer in den Nonnenbach mündet
- Isenach: Bad Dürkheim–Frankenthal–Bobenheim-Roxheim/Worms
- Eckbach: Kleinkarlbach–Dirmstein–Worms
- Eisbach: Grünstadt–Obrigheim–Worms

## Politische Gliederung
Landkreise und kreisfreie Städte der Vorderpfalz sind:
- Landkreis Bad Dürkheim
- Stadt Frankenthal (Pfalz)
- Rhein-Pfalz-Kreis (früher: Landkreis Ludwigshafen)
- Stadt Ludwigshafen am Rhein
- Stadt Neustadt an der Weinstraße
- Stadt Speyer

Die Gebiete des Landkreises Bad Dürkheim sowie der Städte Landau und Neustadt erstrecken sich im Westen über die geographischen Grenzen der Vorderpfalz hinaus bis weit in den Pfälzerwald hinein.
Die Vorderpfalz in diesem politischen Sinne ist, zusammen mit anderen Kreisen und Städten aus Rheinhessen, Hessen und Baden-Württemberg, auch Teil der Metropolregion Rhein-Neckar.